# Anamari Gomís
Ana María Gomís Iniesta, más conocida como Anamari Gomís, (n. 23 de septiembre de 1950) es una escritora y académica mexicana.

## Biografía
Anamari Gomís nació el 23 de septiembre de 1950 en la Ciudad de México, hija de una pareja de exiliados españoles que se trasladó a México durante la Guerra Civil. Su padre, José Gomís Soler, había sido magistrado del Tribunal Supremo durante la Segunda República. Gomís realizó el bachillerato en el Colegio Madrid y la licenciatura en Letras Hispánicas en la Facultad de Filosofía y Letras de la Universidad Nacional Autónoma de México (UNAM), después la maestría y el doctorado en Literatura Comparada en la Universidad de Nueva York. Además fue becaria del Centro Mexicano de Escritores de 1972 a 1973, donde tuvo como tutores a Juan Rulfo y Salvador Elizondo, entre otros.
Ha colaborado en revistas, suplementos y periódicos, como en la Revista de la Universidad de México, Sábado, Siempre!, El Universal, entre otros.
Se le distinguió con el Premio Universidad Nacional (UNAM) para Jóvenes Académicos en 1990 y es miembro del Sistema Nacional de Investigadores y del Sistema Nacional de Creadores de Arte. Ha sido invitada como investigadora visitante en la Universidad de Georgetown y fue directora del Centro Nacional de Información y Promoción de la Literatura (CNIPL) del Instituto Nacional de Bellas Artes (INBA), hoy Coordinación Nacional de Literatura.
Actualmente es profesora de tiempo completo en su alma mater: la Facultad de Filosofía y Letras de la UNAM, en donde ha impartido clases sobre Literatura Mexicana Contemporánea, Historia de la Cultura, Investigación en Literatura y tiene a su cargo un taller de narrativa.
Su novela más conocida, Ya sabes mi paradero, trata el tema del exilio español, muy cercano a su biografía, puesto que sus padres fueron exiliados en la época del franquismo.

## Premios y reconocimientos
- Distinción Universidad Nacional para Jóvenes Académicos 1990, en el área de aportación artística y extensión de la cultura.[2]

## Obra publicada
- Antología: Cinco poetas jóvenes, SEP, 1977.
- Oliverio Girondo, UNAM, Material de Lectura, 1980.
- A pocos pasos del camino, UAM–A, Laberinto, 1984.
- La portada del Sargento Pimienta, Cal y Arena, 1994.
- De dónde viene el tiempo, Aldus/CONACULTA, La Centena, 2004.
- El artificio barroco de Los peces de Sergio Fernández, UNAM, 1983.
- Cómo acercarse a la literatura, CONACULTA/Limusa/Gob. del Edo. de Querétaro, 1991.
- Los demonios de la depresión, Turner/Ortega y Ortiz, Cuadernos de Quirón, 2008.
- Literatura para niños: Los derechos de los niños, Planeta, 2004.
- Novela: Ya sabes mi paradero, Plaza & Janés, Narrativas, 2002.
- Sellado con un beso, Plaza y Janés, 2005.
- La vida por un imperio, Ediciones B, 2015.
- El otro jardín del Edén, Textofilia/DGP-UNAM, 2019.